# آرتور مارتینلی
آرتور مارتینلی (انگلیسی: Arthur Martinelli; ۲۹ آوریل ۱۸۸۱ – ۷ سپتامبر ۱۹۶۷) فیلم‌بردار اهل ایالات متحده آمریکا بود.
از فیلم‌هایی که وی در آن‌ها نقش داشته است، می‌توان به آوای جنگل اشاره نمود.